# 金田石城
金田 石城（かねだ せきじょう、1941年 - ）は、日本の書道家。福島県いわき市出身。埼玉県さいたま市在住。
全日本書道芸術院主宰。『墨の魔術師』『書道界の鬼才』の異名を得る前衛的な書道家として知られる。テレビドラマ、映画等の題字なども多く手がける。書行50年超。
代表作『天と地と』『蒼き狼 〜地果て海尽きるまで〜』など。
近年は書だけの活動に留まらず陶芸、落款、着物デザイン、小説、写真など幅広い分野においても活動をしている。
春・夏・秋・冬に出版される季刊誌『墨花』（ボッカ）の編集主幹も務めている。
片岡鶴太郎、高橋英樹、坂本冬美等多くの芸能人などの書の師匠としても有名。経済界ではコジマ電気社長の小島章利なども。
エイベックス・マネジメント所属。

## 略歴
- 1941年 現在の福島県いわき市で生まれる
- 1962年 井垣北城に師事
- 1968年 全日本書道芸術院を設立・書道誌「城」創刊
- 1970年 第二十二回毎日書道展にて秀作賞受賞
  - 資生堂オーデコロン"錦"タイトル
- 1972年 第二十四回毎日書道展毎日賞受賞
- 1981年 フジテレビ・ドラマ・笹沢佐保原作『骨肉の森』タイトル
- 1989年 映画『天と地と』タイトル
- 1990年 天と地と美術展（益子・石城美術館）
  - ビデオ・金田石城WORLDを東映にて制作かたせ梨乃出演
  - アイスランド・ヴィグディス・フィンボガドッティル大統領が作品「極」を所蔵
- 1991年 金田石城 百屏風展（東京・セントラル美術館）
- 1993年 金田石城が描く・かたせ梨乃きものショー
- 1994年 金田石城 韓国展(韓国・新羅ホテル)
- 1996年 伊勢神宮宮内宮ご鎮座2000年・伊勢の書展プロデュース
- 1997年 アートギャラリー石城オープン（大宮・そごうデパート）
- 1998年 美空ひばりロマン展（東京・椿山荘）
  - 片岡鶴太郎・金田石城・野外大壁画展（大宮・大宮ソニックシティ広場）
- 1999年 新潟聖籠町「蓮のギャラリー」オープン記念・金田石城書画展
- 2001年 美空ひばりロマン展(いわき市石炭化石館)
- 2002年 国際ファッションイベントPODIUM EXPO(ポディウム エキスポ)に東洋からのデザイナーとして唯一の招聘を受け、コンペティションにてsekijyo kimonoがグランプリ「金の林檎賞」を受賞。（ロシア・モスクワ）
- 2003年 パナソニックカレンダー制作
- 2005年 愛・地球博パートナーシップ事業『祭座ニッポン』タイトル
- 2006年 2007年春公開の日本・モンゴル合作映画『蒼き狼 〜地果て海尽きるまで〜』タイトル
  - 安倍晋太郎総理大臣就任時に『美しき国 日本』を首相官邸に納書
- 2007年 金田石城が描く　魂の一行詩「角川春樹の宇宙」（銀座・アートスペースGINZA5）
- 2008年 映画『椿三十郎』タイトル
  - 日本サッカー協会（JFA）が、チューリッヒにある国際サッカー連盟（FIFA）本部の新ハウス完成に伴い、金田石城作の屏風『闘魂 Fighting Spirit』を寄贈
  - 金田石城・園山幹二　二人展　池袋三越開店50周年記念 （池袋三越）
  - 『書(KAKU)〜想い、筆にのせて〜』（恵比寿ガーデンプレイス・センター広場）国内外で活躍中の8人の書家が1日ずつ書のライブパフォーマンスを披露する書楽八重奏(しょがくはちじゅうそう) にて最終日を担当
  - カンヌ国際映画祭にあわせて現地の五つ星ホテル『マルチネス』で開かれたエイベックス設立20周年記念パーティーにてパフォーマンスを披露 （フランス・カンヌ）
- 2009年　大宮アルディージャの親善大使に就任
  - 近鉄西信貴鋼索線のケーブルカーデザイン

## 評価
- 23歳に日展初出品入選後、6回入選。以後不出品。
- 古典的技法に留まらない斬新な作品を数々発表し、その前衛的な書風に高い評価を得る。
- 屋号、商品名、題字、カレンダーなどの商業的作品も多数。（資生堂・松下電器産業・トヨタなど。）
- 特に絹反物に直接、筆を入れて制作される着物はかたせ梨乃、浅野温子など著名人にも多くのファンを持つ。またsekijo kimonoとして欧米において高い評価を得ており、2002年にモスクワで開催された国際ファッションコンペティションにおいて東洋人として初のグランプリを受賞し、その模様は専門衛星放送局「ファッションTV」を通じてヨーロッパ中に中継された。

## エピソード
- 古典的な書家のイメージからは懸け離れたファッションなども特徴。
- 洋服はドルチェ&ガッバーナやジャン＝ポール・ゴルチエなどを好み、サングラスがトレードマークになっている。
- スーパーカーマニアとしても名が轟いており、好きが高じて外車雑誌GENROQ(三栄書房)においてスーパーカーをメインにしたビデオ映画を監督・制作した。（過去車暦：ランボルギーニ・カウンタック、ランボルギーニ・ディアブロ、フェラーリ、ホンダ・NSX、ポルシェ・911など）
- 風貌や語り口調に独特の雰囲気を持っている。片岡鶴太郎がメインパーソナリティーを務めるラジオ番組内において鶴太郎が度々モノマネを披露していた事から聴取者に人気が出てゲスト出演したことがある。
- 数十畳にもなる大紙に大筆で一気に書き上げるパフォーマンスを広くイベント化したのは金田が日本初である。過去の主なパフォーマンス場所として、埼玉大宮ソニックシティ広場・丸の内ビルディング・日本武道館など。
- 2002年にロシア政府主催で開催された国際ファッションイベントPODIUM EXPOにてグランプリを獲得した当日は、折りしもサッカー日韓ワールドカップ予選の日本－ロシア戦当日で、イベント会場真横のマネージ広場に集まったロシアサポーターは数千人規模に膨れ上がり広場を埋め尽くした。そしてロシアの敗戦により決勝進出が絶たれた瞬間、一部の過激なサポーターが暴徒化し、死者も出るほどの大暴動が勃発。日本人や日本料理店などが襲われ、その様子は世界中にニュース配信された。そんな日本に対する険悪なムードの中での日本人によるグランプリ獲得に、表彰式会場は一触即発の異様なムードになった。ちなみに、この時、在モスクワ日本大使館からは金田の保護要請が出るほどであった。そのような中、グランプリのブロンズを漂々と受け取った金田はマイクを向けられ、「今日はサッカーで日本が勝っちゃってごめんなさい。」と第一声。静まりきっていた会場は大爆笑に包まれ、一瞬で和やかな雰囲気に変わった。

## 知られた代表的作品
- 1990年 映画『天と地と』題字
- 2007年 映画『蒼き狼 〜地果て海尽きるまで〜』題字

## 主な著書
- 『一心一書』(鳥影社)奥土居帥心との共著
- 『仏像篆刻のすすめ』(角川書店)
- 『エッセイ集・夢は炎のごとく』(角川書店)
- 『画集・百屏風』(角川書店)
- 『きもの集・かたせ梨乃』(扶桑社)
- 『写真集・夢の途中』(現代書林)
- 『池田満寿夫対談集・芸術家になる法』(現代書林)
- 『おくのほそ道』(鳥影社)
- 『問答無用』(日貿出版社)
- 『画集・黒の意匠』(角川書店)
- 『書道創作』(現代書林)
- 『篆刻やぶ睨み』(角川書店)
- 『THE WORLD OF SEKIJO KANEDA’S CREATION 』（鳥影社）

その他多数